# Pallacanestro Reggiana 2021-2022
Questa voce raccoglie le informazioni riguardanti la Pallacanestro Reggiana nelle competizioni ufficiali della stagione 2021-2022.

## Stagione
La stagione 2021-2022 della Pallacanestro Reggiana sponsorizzata UNAHOTELS, è la 24ª nel massimo campionato italiano di pallacanestro, la Serie A.
La Reggiana è costretta ancora per una stagione a giocare le proprie partite casalinghe lontano da casa. Infatti, dato che il PalaBigi è in fase di restauro, la squadra gioca all'Unipol Arena di Casalecchio di Reno. Tale sistemazione sarebbe dovuta essere limitata ai primi sei mesi della stagione. Tuttavia i lavori al PalaBigi si sono prolungati oltremodo, costringendo la Reggiana a giocare tutta la stagione a Casalecchio. Ad eccezione della 21esima e 26esima giornata, in cui la compagine reggiana si è dovuta recare a disputare le sfide casalinghe al PalaDozza.
Per la composizione del roster si decise di cambiare la scelta della formula, tornando a quella con 5 giocatori stranieri senza vincoli.
A febbraio Mikael Hopkins ottiene il passaporto ungherese, mentre Stephen Thompson ottiene la cittadinanza portoricana.

## Roster
Aggiornato al 4 marzo 2022.
| Pallacanestro Reggiana 2021-2022 | Pallacanestro Reggiana 2021-2022 |
| Giocatori                        | Staff tecnico                    |
| -------------------------------- | -------------------------------- |

| N. | Naz.                                           | Ruolo | Nome                 | Anno | Alt.   | Peso   |  |
| -- | ---------------------------------------------- | ----- | -------------------- | ---- | ------ | ------ |  |
| 1  | Stati Uniti (bandiera) · Porto Rico (bandiera) | G     | Stephen Thompson     | 1997 | 194 cm | 88 kg  |  |
| 5  | Stati Uniti (bandiera) · Ungheria (bandiera)   | C     | Mikael Hopkins       | 1993 | 206 cm | 108 kg |  |
| 7  | Italia (bandiera)                              | P     | Leonardo Candi (C)   | 1997 | 190 cm | 86 kg  |  |
| 8  | Italia (bandiera)                              | AC    | Filippo Baldi Rossi  | 1991 | 207 cm | 97 kg  |  |
| 12 | Lettonia (bandiera) · Italia (bandiera)        | AP    | Artūrs Strautiņš     | 1998 | 198 cm | 100 kg |  |
| 13 | Stati Uniti (bandiera)                         | P     | Bryant Crawford      | 1997 | 190 cm | 91 kg  |  |
| 15 | Italia (bandiera)                              | C     | Stefano Colombo      | 1995 | 201 cm | 102 kg |  |
| 17 | Italia (bandiera)                              | GA    | Jacopo Soliani       | 2003 | 192 cm |        |  |
| 20 | Italia (bandiera)                              | P     | Andrea Cinciarini    | 1986 | 193 cm | 85 kg  |  |
| 23 | Stati Uniti (bandiera)                         | AG    | Justin Johnson       | 1996 | 200 cm | 108 kg |  |
| 26 | Lettonia (bandiera)                            | AC    | Artjoms Butjankovs   | 1991 | 205 cm | 100 kg |  |
| 31 | Lituania (bandiera)                            | A     | Osvaldas Olisevičius | 1993 | 200 cm | 92 kg  |  |
| 32 | Italia (bandiera)                              | G     | Federico Bonacini    | 1999 | 190 cm | 82 kg  |  |
| 35 | Senegal (bandiera) · Italia (bandiera)         | AG    | Mouhamet Diouf       | 2001 | 206 cm | 105 kg |  |
| 55 | Stati Uniti (bandiera)                         | PG    | Tyler Larson         | 1991 | 192 cm | 86 kg  |  |
| -  | Italia (bandiera)                              | AG    | Riccardo Carta       | 2003 | 202 cm |        |  |

| Allenatore                                                                                       |
| - Attilio Caja                                                                                   |
| Assistente/i                                                                                     |
| - Federico Fucà - Francesco Taccetti Legenda - (C) Capitano - (IN) Inattivo - Infortunato Roster |

## Mercato

### Sessione estiva
| Acquisti | Acquisti             | Acquisti          | Acquisti      | Acquisti |
| R.a      | Nome                 | da                | Modalità      |          |
| -------- | -------------------- | ----------------- | ------------- | -------- |
| ALL      | Francesco Taccetti   | Basket Ravenna    | svincolato    |          |
| AC       | Mikael Hopkins       | Cedevita Olimpija | svincolato    |          |
| A        | Osvaldas Olisevičius | Bayreuth          | svincolato    |          |
| G        | Stephen Thompson     | Stella Azzurra    | svincolato    |          |
| AP       | Artūrs Strautiņš     | Pall. Varese      | svincolato    |          |
| P        | Bryant Crawford      | Juventus Utena    | svincolato    |          |
| P        | Andrea Cinciarini    | Olimpia Milano    | definitivo    |          |
| C        | Alessandro Vigori    | UEB Cividale      | fine prestito |          |
| G        | Alessandro Cipolla   | Stella Azzurra    | fine prestito |          |
| P        | Jacopo Soviero       | Bologna 2016      | fine prestito |          |
| C        | Stefano Colombo      | Stamura Ancona    | svincolato    |          |

| Cessioni | Cessioni               | Cessioni           | Cessioni       | Cessioni |
| R.       | Nome                   | a                  | Modalità       |          |
| -------- | ---------------------- | ------------------ | -------------- | -------- |
| ALL      | Andrea Bonacina        | Scaligera Verona   | fine contratto |          |
| ALL      | Alessandro Lotesoriere | Basket Ravenna     | fine contratto |          |
| G        | Brynton Lemar          | Enisey Krasnojarsk | fine contratto |          |
| G        | Petteri Koponen        | Helsinki Seagulls  | fine contratto |          |
| G        | Marco Giannini         | Lions Bisceglie    | fine contratto |          |
| P        | Brandon Taylor         | BCM Gravelines     | fine contratto |          |
| C        | Frank Elegar           | Napoli Basket      | fine contratto |          |
| G        | Tomáš Kyzlink          | USK Praga          | definitivo     |          |
| G        | Carlo Porfilio         | Pall. Biella       | prestito       |          |
| G        | Alessandro Cipolla     | Urania Milano      | prestito       |          |
| P        | Jacopo Soviero         | Pall. Biella       | prestito       |          |
| C        | Alessandro Vigori      | A. Costa Imola     | fine contratto |          |

### Dopo l'inizio della stagione
| Acquisti | Acquisti           | Acquisti      | Acquisti         | Acquisti      |
| R.       | Nome               | da            | Data             | Modalità      |
| -------- | ------------------ | ------------- | ---------------- | ------------- |
| PG       | Tyler Larson       | V.L. Pesaro   | 28 febbraio 2022 | svincolato    |
| AC       | Artjoms Butjankovs | Samara        | 4 aprile 2022    | svincolato    |
| G        | Alessandro Cipolla | Urania Milano | 26 aprile 2022   | fine prestito |

| Cessioni | Cessioni           | Cessioni          | Cessioni          | Cessioni    |
| R.       | Nome               | a                 | Data              | Modalità    |
| -------- | ------------------ | ----------------- | ----------------- | ----------- |
| ALL      | Antimo Martino     | Fortitudo Bologna | 27 settembre 2021 | rescissione |
| G        | Federico Bonacini  | Bakery Piacenza   | 2 marzo 2022      | rescissione |
| G        | Alessandro Cipolla | Treviglio         | 26 aprile 2022    | prestito    |